# Jacques Chambon (acteur)
Pour les articles homonymes, voir Chambon et Jacques Chambon.
Jacques Chambon, né le 27 septembre 1962 à Vannes, dans le Morbihan, est un acteur, auteur, metteur en scène et parolier français.

## Biographie
Jacques Chambon grandit dans le quartier Perrache à Lyon.
Il a été formé par Serge Erich à l’école d’acteurs Jean-Louis Martin-Barbaz.
Il a été pendant de nombreuses années l’un des piliers de la Compagnie Sortie de Route au sein de laquelle il a enchaîné les créations et les tournées dans les mises en scène de Jean-Luc Bosc et de Thierry Chantrel. Il a joué dans des mises en scène de Bruno Bonjean.
Il a joué sous la direction de Roger Planchon lors de la création de S’agite et se pavane d’Ingmar Bergman. Il a été Banquo dans Macbeth, et Trivelin dans La Fausse Suivante, mis en scène par Cécile Perrot, à Montreuil.
Il a joué avec la compagnie de danse contemporaine ACTE, sous la direction d’Annick Charlot. Il a collaboré avec l’Opéra-Théâtre, sous la direction d’André Fornier et avec l’ensemble de musique baroque le Concert de l’Hostel-Dieu, dirigé par Franck-Emmanuel Comte.
Il est auteur de comédies dans lesquelles il joue parfois : Du plomb dans le super, Ascension pour les fauchés, Ta Gueule !, Plein Phare, Un petit coup de blues, La mobylette, Smart Faune, Carton Rouge, Troubles de l’élection, Milady en sous-sol, Calamity Job, En face de l’immeuble d’en face. Il a aussi écrit, dans un registre plus dramatique Nous crions grâce, et Les sentinelles.
Il a écrit ses deux spectacles solo : Bilan Provisoire, et La vie est une fête.
Il a joué dans une quarantaine de téléfilms.
Il est connu pour son rôle de l'enchanteur Merlin dans la série Kaamelott d'Alexandre Astier de 2004 à 2009 et dans le film Kaamelott : Premier Volet en 2019 (sorti en 2021).
Il est interviewé par Christophe Chabert dans l'acte II La magie et l'Église, du film documentaire Aux sources de Kaamelott, réalisé entre 2006 et 2010 pour accompagner l'intégrale Les Six Livres des DVD de la série télévisée.
En tant que parolier, il a signé deux chansons pour la comédienne et chanteuse Karimouche.
En 2014 et 2015, il écrit et joue en duo avec l'acteur Franck Pitiot dans la web-série comique Méli Mélo, produite par le GRAIE, qui évoque les problématiques de l'eau,.
En décembre 2015, il participe au jeu Questions pour un champion et remporte la finale.
En 2016, il joue dans deux web-séries : Les nouvelles Métamorphoses, avec l'ensemble de musique baroque Le Concert de l'Hostel Dieu et Entre 2 portes, une co-réalisation Acteurs & Cie et Evedia.
En 2025, il est l'invité d'honneur du Festival Films Courts de Dinan ainsi que de la Fête des Remparts, qui rendent hommage à son interprétation du personnage de Merlin dans Kaamelott. Cet hommage intervient 23 ans après le court métrage Dies Irae, qui a marqué les débuts de la série avant son développement en trilogie cinématographique. Cet événement souligne l'évolution et la postérité de ce personnage devenu emblématique.
Il a fondé avec le comédien Laurent Lacroix, la société Evedia, société de production dont l'objet est de proposer aux entreprises les compétences des métiers de la scène (théâtre, formation, animation) et d'investir les ressources générées dans la création artistique.

## Filmographie

### Cinéma
- 2001 : Un soupçon fondé sur quelque chose de gras, court-métrage d'Alexandre Astier
- 2007 : Dub, de Mathieu Jouffre
- 2011 : Les Lyonnais, d'Olivier Marchal : Adjoint au maire
- 2012 : 3 hommes et un masque de fer, de Carnior
- 2012 : Réactions en chêne, court-métrage de Luc Serrano
- 2013 : 11.6, de Philippe Godeau : Capitaine de la PJ
- 2013 : Réactions en Chêne, court-métrage de Luc Serrano : François
- 2015 : Fatima, de Philippe Faucon : le médecin du travail
- 2017 : Corporate, de Nicolas Silhol : Le directeur juridique
- 2021 : Kaamelott : Premier Volet, d'Alexandre Astier : Merlin
- 2023 : Les Vengeances de Maître Poutifard, de Pierre-François Martin-Laval
- 2023 : La Voie royale : Hubert Loiseau, père d'Hadrien
- 2025 : Kaamelott : Deuxième volet partie 1 : Merlin

### Web-série
- 2014-2015 : Méli Mélo, (auteur et acteur)
- 2016-2017 : Entre 2 portes, (auteur et acteur)
- 2016-2017 : Les nouvelles Métamorphoses, (auteur et acteur)
- 2018 : Les Emmerdeurs, (acteur)
- 2022 : La Pause Biodiv' d'ARTHROPOLOGIA avec Franck Pitiot - 6 épisodes[7]

### Télévision

#### Téléfilms
- 2003 : Dies irae, court-métrage d'Alexandre Astier : Merlin
- 2003 : La Maîtresse du Corroyeur de Claude Grinberg : Médecin hôpital
- 2007 : Le Piano oublié de Henri Helman : Jeune cardiologue
- 2008 : La Veuve Tatouée de Virginie Sauveur
- 2009 : Monsieur Julien de Patrick Volson : Chevassu
- 2009 : Le Pain du diable de Bertrand Arthuys : Le prêtre
- 2010 : Darwin 2.0 de Vincent Amouroux et Franck Pitiot : Professeur Wilfried Schwartz
- 2010 : Le Désamour de Daniel Janneau : Arnaud
- 2011 : La Grève des femmes de Stéphane Kappes : Le Président du Conseil Régional
- 2012 : Il était une fois, peut-être pas de Charles Nemes
- 2012 : La main passe de Thierry Petit : Becker
- 2012 : Dame de carreau d'Alexis Lecaye : Monsieur Charvin
- 2012 : Chasse à l'enfant de Jacques Fansten
- 2013 : Les Vieux Calibres de Marcel Bluwal : Barman
- 2013 : Pourquoi personne me croit ? de Jacques Fansten : Alain Vermillard
- 2013 : Les Mauvaises Têtes de Pierre Isoard : Le Commissaire
- 2013 : Le Goût du partage de Sandrine Cohen : Cafetier
- 2014 : Pas d'inquiétude de Thierry Binisti : Le médecin généraliste
- 2015 : La Vie des bêtes de Orso Miret
- 2015 : Envers et contre tous de Thierry Binisti
- 2016 : La Femme aux cheveux rouges de Thierry Peythieu

#### Séries télévisées

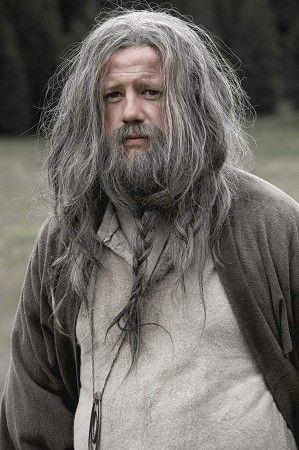
Jacques Chambon dans le rôle de Merlin dans la série Kaamelott.

- 2001-2013 : Louis la Brocante : Divers rôles (6 épisodes)
- 2002 : L'Été rouge (mini-série) : Médecin-légiste (1 épisode)
- 2004-2009 : Kaamelott : Merlin (71 épisodes)
- 2008 : Engrenages : Avocat M. Gérard (1 épisode)
- 2009 : Femmes de loi : Le JAF (1 épisode)
- 2009 : Éternelle : Le directeur de l'hôpital (1 épisode)
- 2009 : Boulevard du Palais : Maxime Pardo (1 épisode)
- 2010 : Les Edelweiss : Morel (1 épisode)
- 2012 : Les Dames : M. Charvin (1 épisode)
- 2012 : Michel (voix)
- 2013 : Cherif
- 2014 : Le Sang de la vigne : René Gousset (1 épisode)
- 2014 : RIS police scientifique : Le père d’Émilie (1 épisode)
- 2015 : Accusé (1 épisode)
- 2015 : Disparue : Proviseur du lycée
- 2015 : Angelus : Le père Henri (pilote)
- 2017 : On va s'aimer un peu, beaucoup... de Julien Zidi : Jean-Jacques
- 2018 : La Faute de Nils Tavernier : Georges
- 2019 : Cassandre, Une vie meilleure (S04E01) : Pr Cherman
- 2020 : Tandem, épisode Plantes Mortelles de Jason Roffé
- 2020 : Un homme ordinaire (mini-série) de Pierre Aknine : Commandant Bourseiller

## Théâtre

### Comédien
- Vol au-dessus d'un nid de coucou de Dale Wasserman
- Elephant Man de Bernard Pomerance
- L'Horizon en pente d'après Romain Gary
- Don Quichotte d'après Cervantès
- Salto
- Le Grand Repas
- Chez les Titch de Louis calaferte
- Montserrat d'Emmanuel Roblès
- Nous crions grâce
- L'Ile au trésor d'après R.L Stevenson
- Brise-Glace de Jean-Pierre Cannet
- Hamlet comme il nous plaira d'après Shakespeare
- Poule Fiction d'Alexandre Astier
- L'étrange assistant du docteur Lanyon d'Alexandre Astier
- Tchekhov en 4 pièces courtes de Tchekhov
- La valse à trois temps, de Marc Frémont
- Fin de race de Gilles Graveleau
- La mobylette
- Shakespeare in love d'après Shakespeare
- Bilan provisoire
- Ta gueule
- Troubles de l'élection
- Carton Rouge
- Les Sentinelles
- Ze Détective d'Amandine Longeac
- L'accroupie du pianiste de Loan Hill
- Les nouvelles Métamorphoses d'après Ovide
- Confessions d'un président... de Davide Carnevali
- Malaga de Paul Émond
- La vie est une fête
- 2020 : Fracasse, d’après Théophile Gautier, mise en scène Jean-Christophe Hembert
- 2023 : Shame Of Thrones
- 2023-2024 : Wendy et Peter Pan adaptation du livre de J.M. Barrie par Jean-Christophe Hembert interprétée également par Judith Henry.

### Auteur
- Du plomb dans le super
- Ascension pour les fauchés
- Nous crions grâce[8] avec Alexandre Astier.
- Le petit fauteuil de Raymond[9], théâtre d'entreprise pour la compagnie[10]
- Ta gueule
- Plein phare
- La Mobylette
- Un Petit Coup De Blues ?
- Milady en sous-sol
- Bilan Provisoire
- Smart Faune
- Calamity Job
- Troubles de l'élection
- En face de l'immeuble d'en face
- La Vie est une Fête
- Les Sentinelles
- Shame Of Thrones

### Metteur en Scène
- Anne (1999)
- Romances Cabossées (2002)
- Cuisine et Dépendances (2003)
- si c'était l... de Nicolas Musilli et Emmanuel Pinto (2008-2009)
- Du plomb dans le super
- Carimouche [11]
- Shakespeare in love (avec l'ensemble de musique baroque Le Concert de l'Hostel Dieu (2014))

## Musique

### Vidéo-clip
- 2009 : Joyeux Noël, clip d'une chanson de Palandri
- 2014 : Des palaces dans le désert, clip d'une chanson de Palandri

### Auteur
- Firmin, sur l'album de Karimouche Emballage d'origine (2010)
- A contretemps, sur l'album de Karimouche Emballage d'origine (2010)

## Doublage et voix off

### Films d'animation
- 2018 : Astérix : Le Secret de la potion magique : Zurix (voix originale)
- 2022 : Interdit aux chiens et aux Italiens : un brancardier, un contremaître et un géomètre

### Séries d'animation
- depuis 2013[n 1] : Kingdom : Ryo Fui

### Jeux vidéo
- 2005 : Astérix et Obélix XXL2 : Mission Las Vegum : Sam Fichaure
- 2008 : Astérix aux Jeux olympiques : Sam Fichaure
- 2019 : Le Donjon de Naheulbeuk : L'Amulette du Désordre[12] : le Ranger / le Voleur

### Fictions audio
- 2021-2022 : Lanfeust de Troy : Nicolède (Bande dessinée audio)
- 2021 : Long John Silver : Dr Livesey (Bande dessinée audio)
- 2022 : Sherlock Holmes Society : Charles Cew (Bande dessinée audio)
- 2023 : Les Trois Mousquetaires : Alexandre Dumas (Livre audio)

### Web Série
- 2021: Fairy Christmas : Narrateur (épisode La première épreuve) [13]